# Furie anglaise
Guerre de Quatre-Vingts Ans
La furie anglaise (en néerlandais : engelse furie), qui a lieu le 9 avril 1580 à Malines (duché de Brabant), est un épisode de l'insurrection des Pays-Bas, contre Philippe II, souverain des Pays-Bas ainsi que roi d'Espagne. Il consiste en la prise de Malines par des insurgés calvinistes venus de la capitale, Bruxelles, assistés par un contingent important de mercenaires anglais sous le commandement de John Norreys. 
La ville est saccagée et nombre de ses trésors religieux sont détruits ou pillés.
Les mercenaires anglais ne sont pas envoyés par la reine Élisabeth Ire, car à cette date, l'Angleterre est en paix avec le roi d'Espagne et souverain des Pays-Bas : ce n'est qu'en 1585, après la prise d'Anvers par le gouverneur général Alexandre Farnèse, neveu de Philippe II, que l'Angleterre entre en guerre aux côtés des insurgés, à la suite du traité de Sans-Pareil (10 août 1585).
Le nom de cet épisode renvoie à la furie espagnole de Malines (1572), ainsi qu'à la furie espagnole d'Anvers (1576), à la furie française d'Anvers (1583), et à la furie iconoclaste de 1566 dans plusieurs des Dix-Sept Provinces. 

## Contexte

### Philippe II et les Pays-Bas

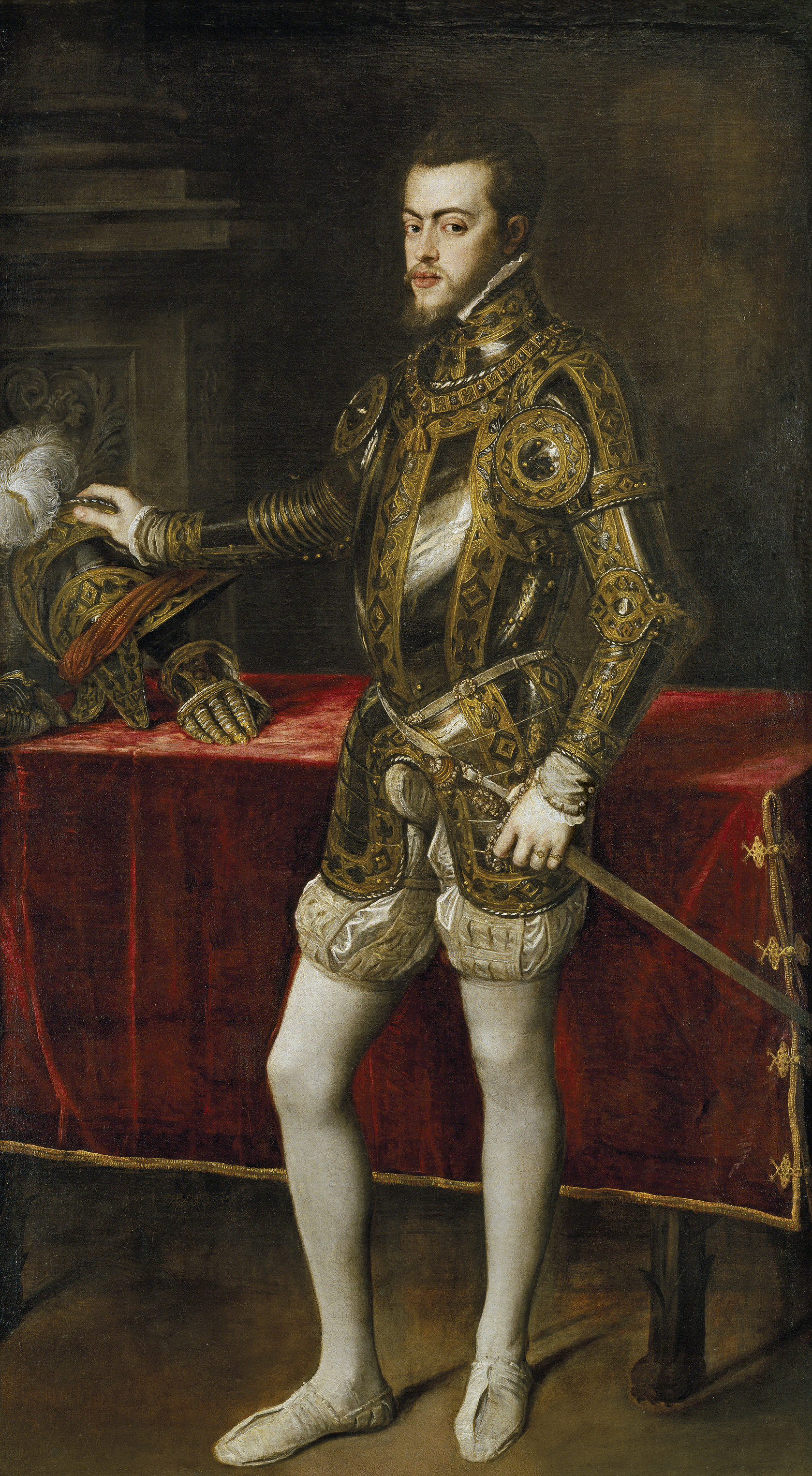
Philippe II (roi d'Espagne)

Il est souverain des dix-sept provinces des Pays-Bas (c'est-à-dire : duc de Brabant, comte de Flandre, comte de Hollande, duc de Luxembourg, etc.), en tant que descendant du duc de Bourgogne Charles le Téméraire. Il est roi d'Espagne en tant que descendant des Rois catholiques d'Espagne, Isabelle et Ferdinand.
La capitale des Pays-Bas de Philippe II est Bruxelles, qui est aussi la capitale du duché de Brabant. Malines est cependant une ville importante : siège de l'archevêque primat des Pays-Bas et siège de la Cour suprême, le Grand conseil des Pays-Bas.

### Origines de l'insurrection
Régnant sur les Pays-Bas depuis l'abdication de son père Charles Quint (octobre 1555), Philippe, catholique intransigeant et roi absolutiste, suscite l'hostilité d'une partie importante de ses sujets néerlandais, surtout les protestants, mais aussi nombre de catholiques. 
Après la révolte des Gueux et la furie iconoclaste (1566-1567), une véritable insurrection est déclenchée en 1568, sous la direction du prince Guillaume d'Orange, conseiller d'État, général au service de Charles Quint puis de Philippe II et stathouder de Hollande et de Zélande.

### L'insurrection de 1568 à 1578
La première offensive de Guillaume d'Orange (1568) échoue. Ce n'est qu'en 1572 que les insurgés parviennent à s'implanter en Hollande et Zélande après la prise de Brielle par les Gueux de mer. 
La situation devient alors complexe : dans le conflit entre Guillaume d'Orange (établi à Delft) et les gouverneurs généraux successifs interviennent les aussi les États généraux des Pays-Bas, qui ont leur propre armée.
Guillaume d'Orange et les États généraux sont alliés à partir du sac d'Anvers de 1576 ; mais le camp de Guillaume d'Orange est divisé entre les calvinistes intransigeants et ceux (notamment Guillaume) qui ne veulent pas que les idées religieuses amène une cassure irrémédiable entre patriotes catholiques et protestants.
L'année 1577, très défavorable au camp de Philippe II, voit l'arrivée d'un nouveau gouverneur général, Alexandre, fils de la demi-sœur de Philippe, Marguerite de Parme, qui a elle-même été gouverneur général de 1569 à 1567.

### Le gouvernorat d'Alexandre Farnèse d'octobre 1577 à janvier 1579

#### La victoire de Gembloux (janvier 1578)

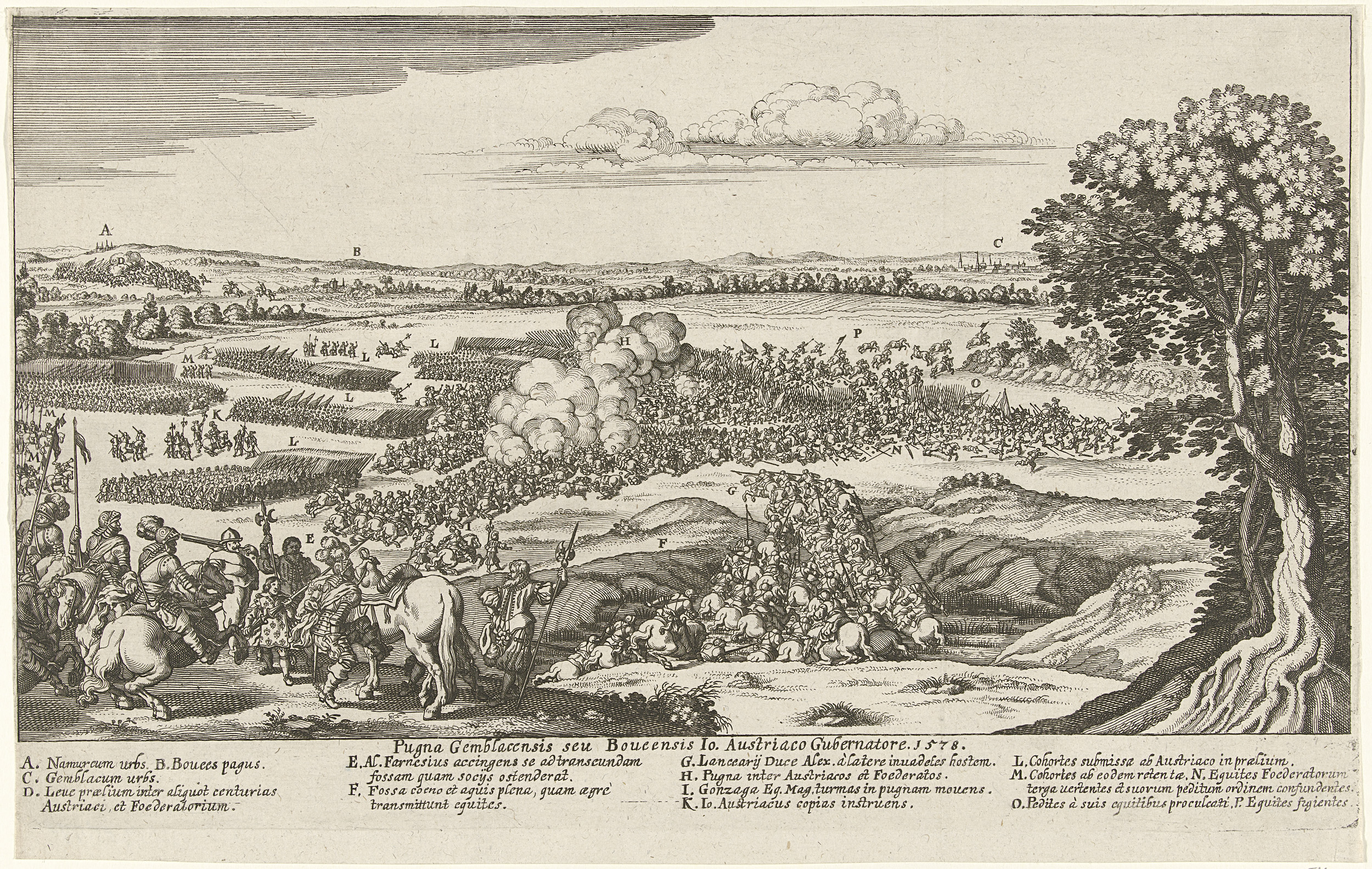
Bataille de Gembloux (31 janvier 1578)

Son mandat commence avec la mort de Juan d'Autriche, demi-frère de Philippe II, en octobre 1577. À ce moment, le gouverneur général a quitté Bruxelles depuis le mois de mai, ne s'y sentant plus en sécurité. Alexandre Farnèse est décidé à reconquérir les provinces et villes rebelles.
Il remporte une victoire importante à Gembloux le 31 janvier 1578 sur l'armée des États généraux. Le duché de Brabant devient alors le principal champ de bataille. 

#### Une victoire politique: la formation de l'union d'Arras (janvier 1579)
Il consacre le reste de l'année 1578 à des tractations avec les rebelles les plus modérés, qui sont des catholiques redoutant l'emprise des calvinistes sur l'insurrection. Il arrive à ses fins en janvier 1579, lorsque les provinces du sud, Artois et Cambrésis, forment l'union d'Arras, qui affirme sa fidélité absolue à la foi catholique et son ralliement à Philippe II. Quelques jours après, les rebelles forment l'union d'Utrecht, qui réunit les provinces du nord ainsi que la plus grande partie du duché de Brabant et du comté de Flandre. Désormais, le gouverneur général dispose d'une base sûre pour lancer la reconquête.
On peut noter que l'union d'Utrecht est une première étape dans la formation des Provinces-Unies, qui n'ont jamais eu d'autre constitution que l'acte créant cette union. La deuxième étape aura lieu en juillet 1581 : la proclamation de la déchéance de Philippe II aux Pays-Bas (acte de La Haye). La troisième sera l'incapacité de Philippe et de ses successeurs à reconquérir toutes les provinces des Pays-Bas, malgré des décennies de guerre.

## Préliminaires à l'attaque de Malines (1578-1580)

### Suites militaires de la défaite de Gembloux dans le duché de Brabant (1578)
Après la défaite de Gembloux, les États généraux quittent Bruxelles pour Anvers, mais essaient de renforcer Bruxelles et les villes environnantes afin de résister à l'offensive d'Alexandre Farnèse. 
L'armée des États récemment vaincue est impopulaire. À la demande des bourgeois de Bruxelles, la défense de la capitale est confiée au régiment d'Olivier van den Tympel, au service des États de Hollande. Certaines compagnies des États placées à Malines par Maximilien de Hénin-Liétard sont également remplacées par des compagnies hollandaises, probablement issues du régiment d'IJsselstein, tandis que Pontus de Noyelles (d), seigneur de Bours, devient gouverneur de la ville et commandant de la place.[pas clair]
C'est la population qui est censée payer la solde des troupes, mais en novembre 1578, les magistrats de Malines écrivent à Guillaume d'Orange qu'ils ne peuvent pas payer à la fois le coût des deux compagnies de Pontus à Malines et de deux compagnies stationnant à Vilvorde. 

### Départ des soldats hollandais de Malines (janvier-mai 1579)

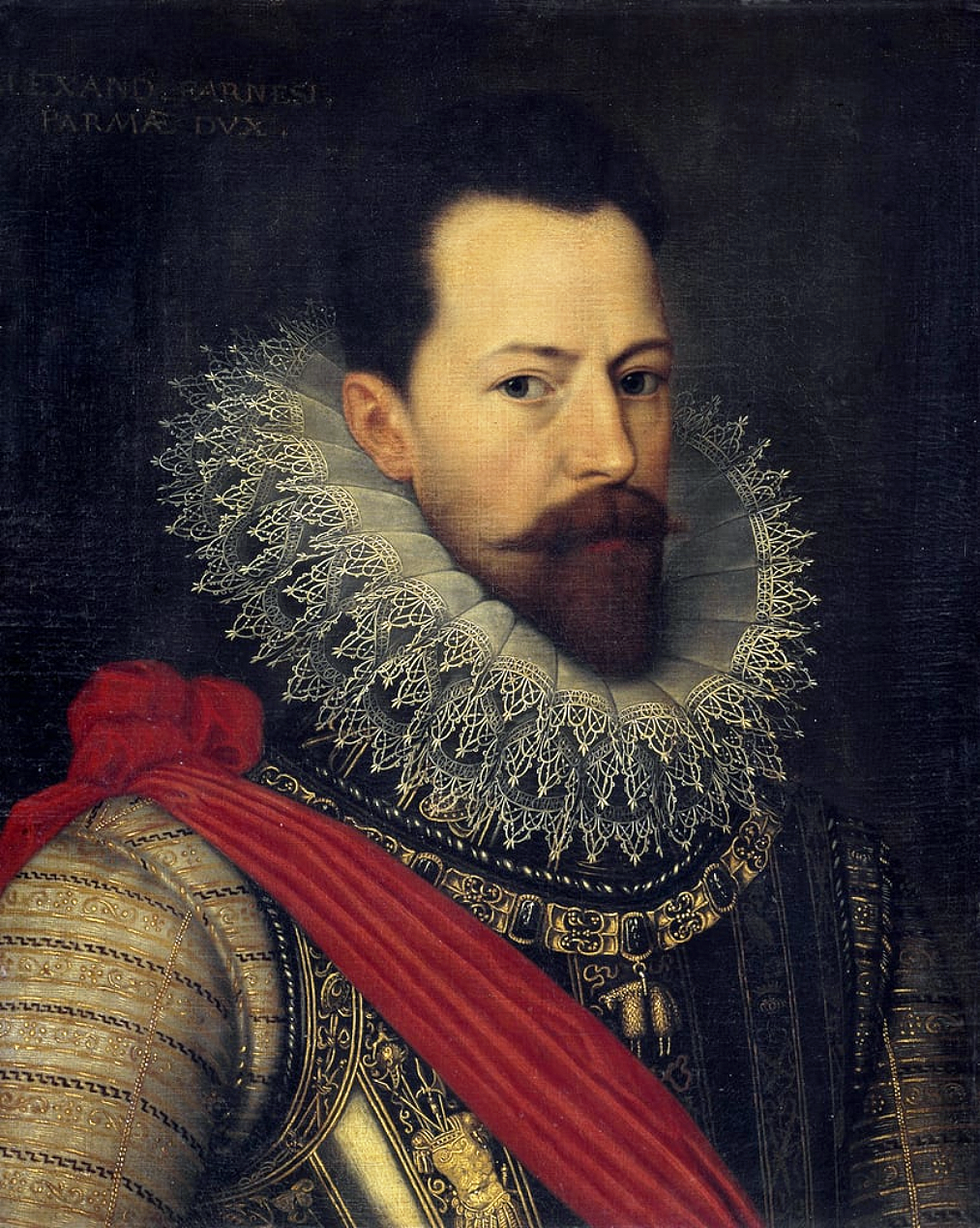
Alexandre Farnèse

En janvier 1579, deux des six bataillons hollandais sont transférés de Malines à Maastricht lorsqu'il apparait qu'Alexandre Farnèse a l'intention d'assiéger cette ville. 
Pour des raisons religieuses, les relations à Malines entre les protestants (les soldats hollandais qui restent et la minorité calviniste de la ville) et les catholiques (la majorité des habitants). Cela aboutit à une bataille de rue le 29 mai 1579, à la suite de laquelle le gouverneur Pontus de Noyelles obtient de Guillaume d'Orange le retrait des troupes hollandaises de Malines.

### Ralliement de Malines à l'union d'Arras (mai 1579)
Après avoir remercié le stathouder d'avoir accepté sa demande, Pontus de Noyelles fait défection en proclamant qu'il se rallie au gouverneur général.
Ainsi, au de mai 1579, la seigneurie de Malines se rallie à l'union d'Arras, alors que les grandes villes environnantes, Anvers, Bruxelles et Gand, sont contrôlées par des rebelles calvinistes plus radicaux que Guillaume d'Orange. 

### Préparations des insurgés pour l'offensive (1580)

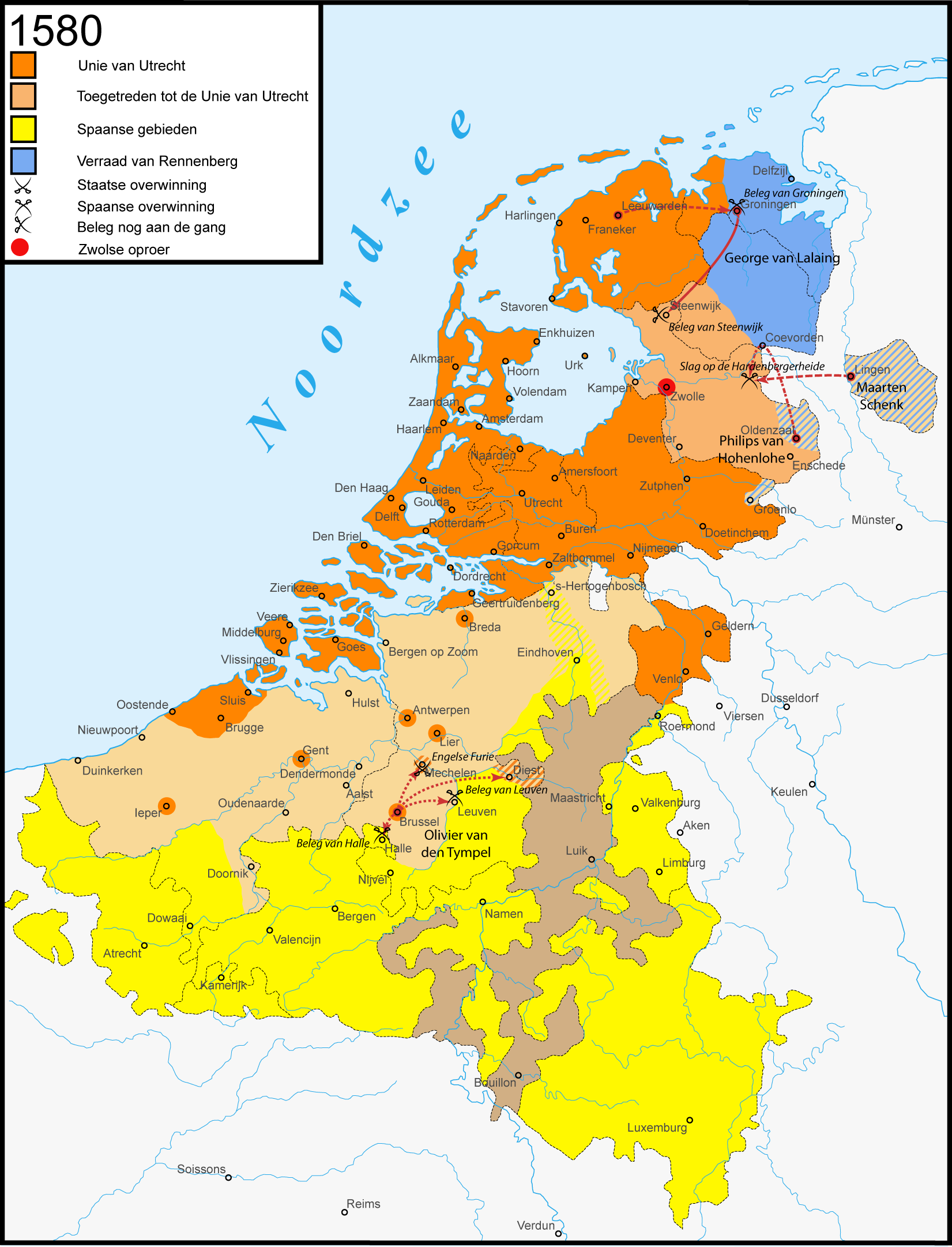
La ligne de front en 1580

Compte tenu de son importance et de sa situation (à l'est de Gand et entre Bruxelles et Anvers), Malines est un objectif majeur pour l'union d'Utrecht. 
En 1580, des plans sont élaborés pour prendre le contrôle de toutes les villes de la région fidèles à Philippe II, afin de priver l'armée de Farnèse de pouvoir compter sur le moindre bastion derrière la ligne de front.

## Prise de Malines

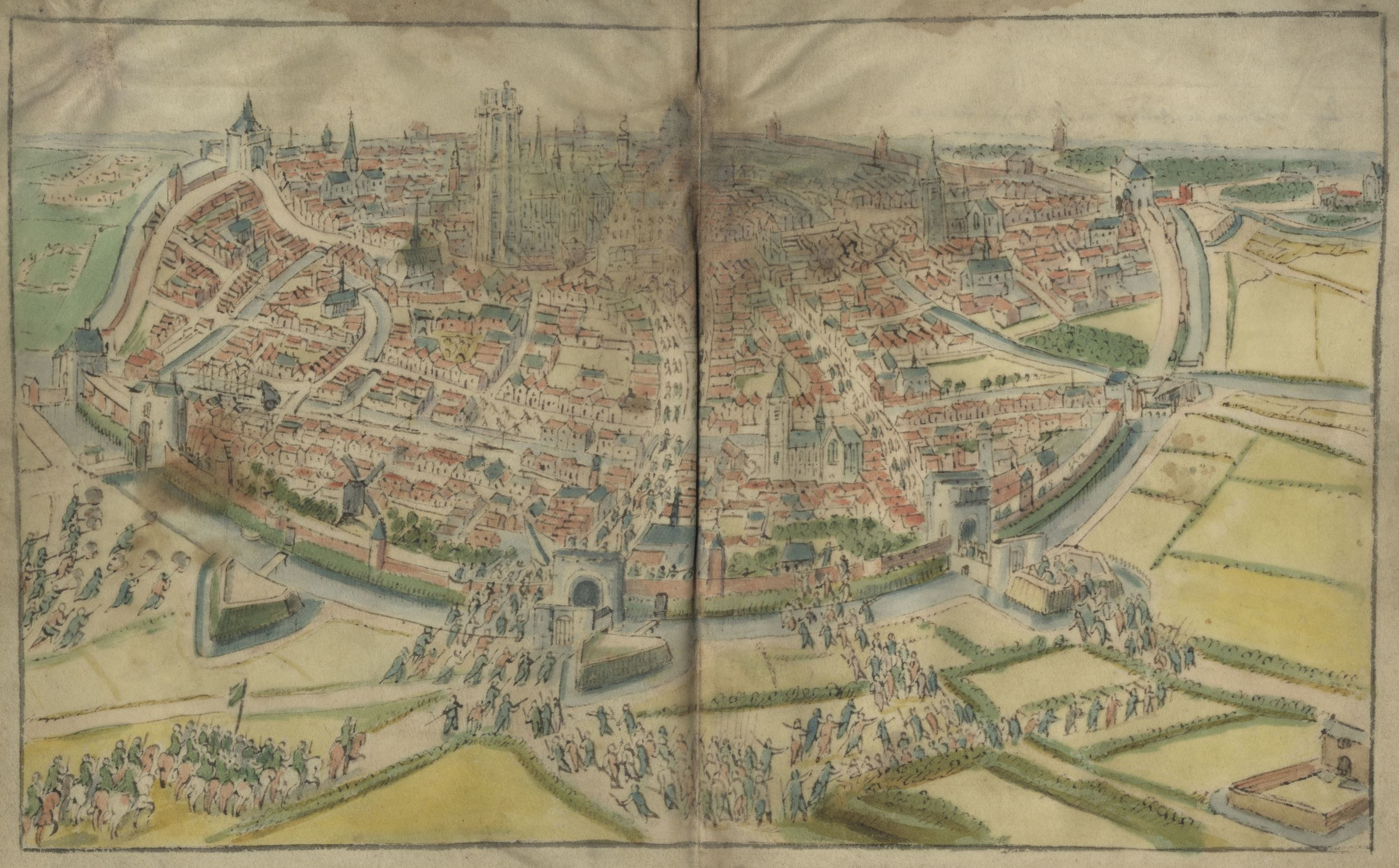
Furie anglaise

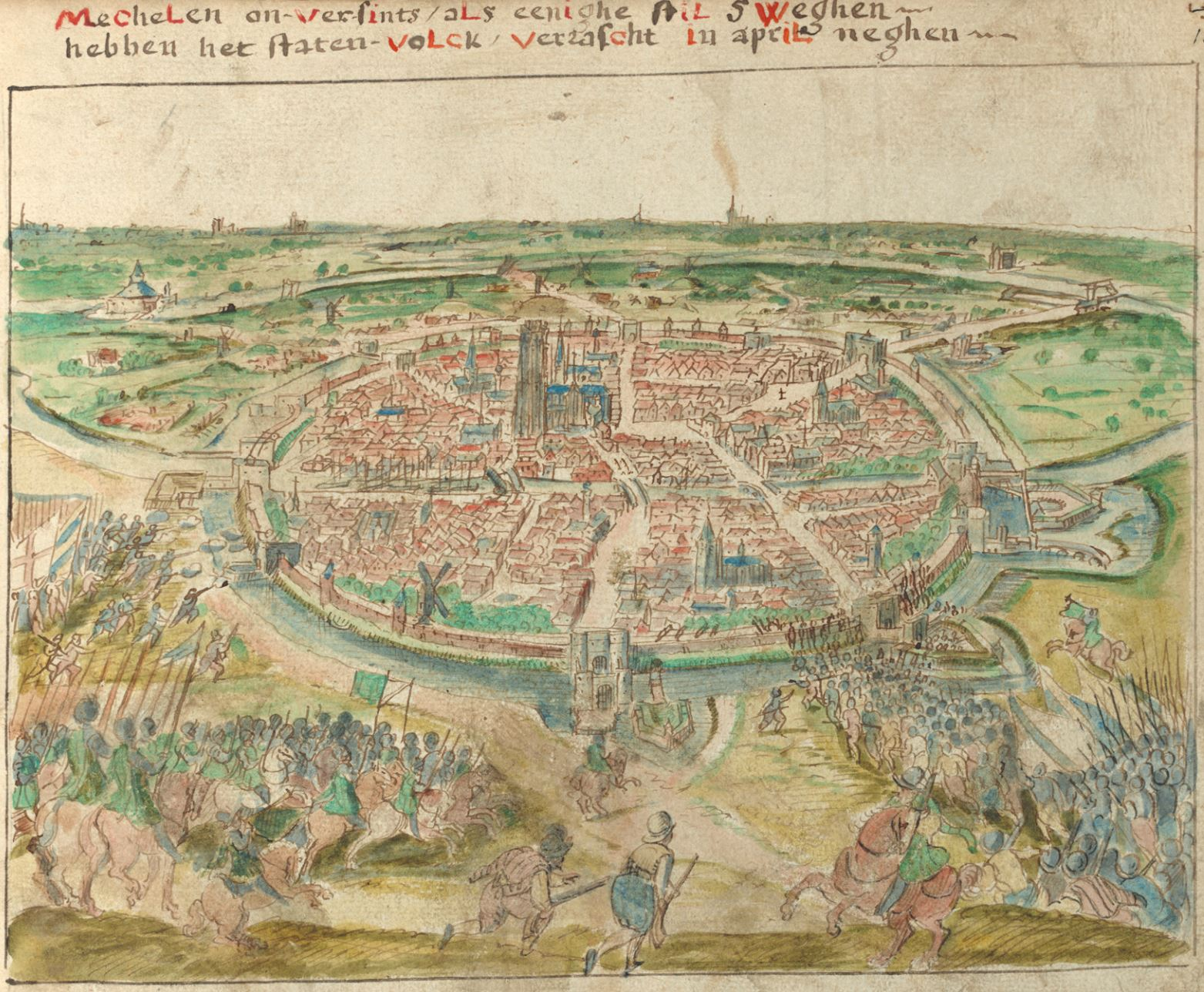
Furie anglaise

Juste avant l'aube du 9 avril 1580, les troupes des États prennent d'assaut la ville de Malines. Elles sont commandées par le bourgmestre calviniste de Bruxelles, Olivier van den Tympel, appuyés par des troupes anglaises sous le commandement de John Norreys et écossaises sous le commandement du capitaine Stuart. Après une courte bataille avec les schutterij de Malines et les troupes espagnoles, la ville est facilement prise.

## Conséquences
Les mercenaires anglais et écossais sous van den Tympel se sont retournés contre la population, pillant les maisons, les églises et les monastères ; certaines pierres tombales sont retirées des cimetières de la ville et vendues en Angleterre. Une soixantaine de civils sont tués et l'archevêque Matthias Hovius doit se cacher dans un placard pendant trois jours avant de fuir la ville, habillé en paysan. Le frère carmélite Petrus de Wolf, qui a participé à la défense de la ville, a été tué à mains nues par John Norreys lui-même,.
Malines est restée sous la domination calviniste jusqu'à ce qu'elle soit reconquise en 1585 par Alexandre Farnèse, duc de Parme, parmi les dernières villes des Pays-Bas méridionaux. L'événement a été nommé Furie anglaise par analogie avec la Furie espagnole qui a frappé la ville en 1572. Cependant, le pillage commis par les Anglais dans la même ville a été plus long et plus intense que celui perpétré par les Espagnols. Les lois de la guerre de l'époque admettaient trois jours de pillage, tandis que celui commis par les Anglais a duré près d'un mois entier.